# Dziecięco-Młodzieżowy Chór ,,Fantazja"
Dziecięco-Młodzieżowy Chór „Fantazja” został założony w 1980 roku przy byłej Szkole Podstawowej nr 5 w Słupsku. Obecnie funkcjonuje przy II Liceum Ogólnokształcącym im. Adama Mickiewicza w Słupsku. Jego założycielką i dyrygentką jest Liliana Zdolińska
Jest członkiem Polskiej i Światowej Federacji ,,Pueri Cantores'', jak również od 1984 roku członkiem Polskiego Związku Chórów i Orkiestr. Posiada Srebrną Honorowa Odznakę tego Związku. Kierownikiem chóru ds. administracyjno-organizacyjnych jest Teresa Majka, która związana jest z chórem od początku jego istnienia.

## Tradycja, repertuar i działalność koncertowa
W skład chóru wchodzą uczniowie II LO oraz wielu innych szkół ze Słupska. Repertuar zespołu jest różnorodny, obejmujący muzykę sakralną i świecką, zarówno a’cappella, jak i z akompaniamentem fortepianu, organów czy orkiestry symfonicznej. Chór Fantazja uświetnia różne uroczystości szkolne, a także angażuje się w działalność koncertową w Słupsku. Bierze udział w koncertach z okazji świąt narodowych i religijnych, w miejskich wydarzeniach, a także w cyklicznych koncertach charytatywnych na rzecz Hospicjum Miłosierdzia Bożego w Słupsku oraz w koncertach dla lokalnego środowiska. Od wielu lat współpracuje z Orkiestrą Polskiej Filharmonii Sinfonia Baltica, wykonując znakomite dzieła wokalno-instrumentalne, a także z Orkiestrą Słupska Sinfonietta.
Zespół koncertował w Finlandii (trzykrotnie), Niemczech, Białorusi, Słowacji, Austrii, Szwajcarii, we Włoszech, na Litwie, Łotwie oraz w Belgii. W 2002 roku chór śpiewał św. Janowi Pawłowi II w Watykanie. Chór otrzymał Złotą Odznakę Honorową za swoje zasługi od Polskiego Związku Chórów i Orkiestr. W 2005 roku Rada Miejska w Słupsku uhonorowała chór Medalem za Zasługi dla Miasta Słupska.

## Wybrane osiągnięcia
- Ogólnopolski Konkurs Chórów a Cappella Dzieci i Młodzieży w Bydgoszczy: czterokrotnie Nagroda Grand Prix (1998, 2003, 2006, 2015), piętnaście Złotych i trzy Srebrne Kamertony, pięciokrotnie Puchar Ministra Edukacji Narodowej, czterokrotnie Puchar Ministra Kultury i Dziedzictwa Narodowego
- Ogólnopolski Festiwal Pieśni o Morzu w Wejherowie – Złoty Żagiel
- Festiwal Pieśni Kaszubskiej w Słupsku – Grand Prix oraz dwukrotnie Kaszubska Kluka
- II miejsce w Międzynarodowym Festiwalu Chóralnym w Montreux w Szwajcarii
- II miejsce w III Światowej Olimpiadzie Chóralnej w Bremen – Niemcy
- nagroda za najlepszy debiut w Ogólnopolskim Turnieju Legnica Cantat w Legnicy
- II miejsce w Międzynarodowym Festiwalu Chóralnym (2016) w Międzyzdrojach
- Nagroda Główna, Złoty Dyplom i Laur Moniuszkowski w Bałtyckim Konkursie Pomerania Cantat (2016, 2018)

Źródło: